# Гемптон (Нью-Брансвік)
Гемптон (англ. Hampton) — містечко в Канаді, у провінції Нью-Брансвік, у складі графства Кінгс.

## Населення
За даними перепису 2016 року, містечко нараховувало 4289 осіб, показавши скорочення на 0,1%, порівняно з 2011-м роком. Середня густина населення становила 203,4 осіб/км².
З офіційних мов обидвома одночасно володіли 760 жителів, тільки англійською — 3 450. Усього 50 осіб вважали рідною мовою не одну з офіційних.
Працездатне населення становило 61% усього населення, рівень безробіття — 8,6% (10% серед чоловіків та 7% серед жінок). 89% осіб були найманими працівниками, а 9,5% — самозайнятими.
Середній дохід на особу становив $45 671 (медіана $36 885), при цьому для чоловіків — $56 038, а для жінок $36 569 (медіани — $46 226 та $28 774 відповідно).
25,9% мешканців мали закінчену шкільну освіту, не мали закінченої шкільної освіти — 13,9%, 60,2% мали післяшкільну освіту, з яких 34,2% мали диплом бакалавра, або вищий, 15 осіб мали вчений ступінь.
| Статево-вікова структура населення | Статево-вікова структура населення | Статево-вікова структура населення | Статево-вікова структура населення | Статево-вікова структура населення |
| ---------------------------------- | ---------------------------------- | ---------------------------------- | ---------------------------------- | ---------------------------------- |
|                                    |                                    |                                    |                                    |                                    |
| Всього                             | Всього                             | 47,7%52,3%                         |                                    |                                    |
| 0 — 14 років                       | 0 — 14 років                       |                                    | 18,8%                              | 18,8%                              |
| 15 — 64 років                      | 15 — 64 років                      |                                    | 59,8%                              | 59,8%                              |
| 65 і більше                        | 65 і більше                        |                                    | 21,4%                              | 21,4%                              |
| 85 і більше                        | 85 і більше                        |                                    | 2%                                 | 2%                                 |
| Середній вік (років)               | Середній вік (років)               | 41,243,3                           | 42,3                               | 42,3                               |
| Медіана (років)                    | Медіана (років)                    | 42,845,3                           | 44,1                               | 44,1                               |
| — чоловіки — жінки                 |                                    |                                    |                                    |                                    |

| Походження мешканців:     | Походження мешканців:     | Походження мешканців: | Походження мешканців: | Походження мешканців: |
| ------------------------- | ------------------------- | --------------------- | --------------------- | --------------------- |
| Походження                |                           |                       | осіб                  | %                     |
| Корінні американці        | Корінні американці        |                       | 130                   | 3.11%                 |
| Інше північноамериканське | Інше північноамериканське |                       | 1 930                 | 46.17%                |
| Європейське               | Європейське               |                       | 3 070                 | 73.44%                |
| британське                | британське                |                       | 2 690                 | 64.35%                |
| французьке                | французьке                |                       | 745                   | 17.82%                |
| українське                | українське                |                       | 10                    | 0.24%                 |
| Латинськоамериканське     | Латинськоамериканське     |                       | 10                    | 0.24%                 |
| Карибське                 | Карибське                 |                       | 45                    | 1.08%                 |
| Африканське               | Африканське               |                       | 20                    | 0.48%                 |
| Азійське                  | Азійське                  |                       | 80                    | 1.91%                 |

| Зайнятість населення за галузями (за класифікацією NOC): | Зайнятість населення за галузями (за класифікацією NOC): | Зайнятість населення за галузями (за класифікацією NOC): | Зайнятість населення за галузями (за класифікацією NOC): | Зайнятість населення за галузями (за класифікацією NOC): |
| -------------------------------------------------------- | -------------------------------------------------------- | -------------------------------------------------------- | -------------------------------------------------------- | -------------------------------------------------------- |
|                                                          |                                                          |                                                          |                                                          |                                                          |
| Управління                                               | Управління                                               |                                                          | 6,9%                                                     | 6,9%                                                     |
| Бізнес, фінанси та адміністрування                       | Бізнес, фінанси та адміністрування                       |                                                          | 16,4%                                                    | 16,4%                                                    |
| Природничі та прикладні науки                            | Природничі та прикладні науки                            |                                                          | 7,7%                                                     | 7,7%                                                     |
| Охорона здоров'я                                         | Охорона здоров'я                                         |                                                          | 8,4%                                                     | 8,4%                                                     |
| Освіта, правозахист, муніципальні та урядові служби      | Освіта, правозахист, муніципальні та урядові служби      |                                                          | 15,6%                                                    | 15,6%                                                    |
| Мистецтво, культура, відпочинок та спорт                 | Мистецтво, культура, відпочинок та спорт                 |                                                          | 2,2%                                                     | 2,2%                                                     |
| Роздрібна торгівля та послуги                            | Роздрібна торгівля та послуги                            |                                                          | 22,1%                                                    | 22,1%                                                    |
| Гуртова торгівля, транспорт та обладнання                | Гуртова торгівля, транспорт та обладнання                |                                                          | 15,9%                                                    | 15,9%                                                    |
| Природні ресурси, сільське господарство                  | Природні ресурси, сільське господарство                  |                                                          | 1,2%                                                     | 1,2%                                                     |
| Виробництво                                              | Виробництво                                              |                                                          | 3,5%                                                     | 3,5%                                                     |

## Клімат
Середня річна температура становить 5,8°C, середня максимальна – 22,9°C, а середня мінімальна – -14°C. Середня річна кількість опадів – 1 234 мм.
| Клімат поселення                              | Клімат поселення | Клімат поселення | Клімат поселення | Клімат поселення | Клімат поселення | Клімат поселення | Клімат поселення | Клімат поселення | Клімат поселення | Клімат поселення | Клімат поселення | Клімат поселення | Клімат поселення |
| Показник                                      | Січ.             | Лют.             | Бер.             | Квіт.            | Трав.            | Черв.            | Лип.             | Серп.            | Вер.             | Жовт.            | Лист.            | Груд.            |                  |
| Середній максимум, °C                         | −2,28            | −1,2             | 3,99             | 10,25            | 16,55            | 21,55            | 22,90            | 22,28            | 17,71            | 11,90            | 6,32             | −0,45            |                  |
| Середня температура, °C                       | −8,16            | −7,06            | −1,88            | 4,38             | 10,67            | 15,68            | 18,80            | 18,18            | 13,63            | 7,82             | 2,23             | −4,53            |                  |
| Середній мінімум, °C                          | −14,04           | −12,94           | −7,76            | −1,51            | 4,80             | 9,79             | 14,72            | 14,10            | 9,55             | 3,73             | −1,86            | −8,63            |                  |
| Норма опадів, мм                              | 129              | 84               | 112              | 95               | 98               | 87               | 89               | 67               | 107              | 121              | 117              | 128              |                  |
| Середньомісячна швидкість вітру, м/с          | 3.83             | 3.82             | 3.94             | 3.83             | 3.44             | 3.05             | 2.72             | 2.60             | 2.88             | 3.28             | 3.56             | 3.82             |                  |
| Середньомісячна сонячна радіація, кДж/м²·день | 5296             | 8591             | 12282            | 15274            | 18157            | 20228            | 20027            | 17744            | 13348            | 8554             | 5099             | 4103             |                  |
| --------------------------------------------- | ---------------- | ---------------- | ---------------- | ---------------- | ---------------- | ---------------- | ---------------- | ---------------- | ---------------- | ---------------- | ---------------- | ---------------- | ---------------- |
| Джерело:                                      |                  |                  |                  |                  |                  |                  |                  |                  |                  |                  |                  |                  |                  |